# Picos (ort)
Picos (engelska: Pikus) är en ort i Brasilien.   Den ligger i kommunen Picos och delstaten Piauí, i den östra delen av landet, 1 200 km nordost om huvudstaden Brasília. Picos ligger 203 meter över havet och antalet invånare är 57 495.
Terrängen runt Picos är platt åt sydost, men åt nordväst är den kuperad. Det finns inga andra samhällen i närheten. 
Omgivningarna runt Picos är huvudsakligen savann. Runt Picos är det glesbefolkat, med 10 invånare per kvadratkilometer.